# ヨン・ステーヘマン
ヨン・ステーヘマン（John Stegeman、1976年8月27日 - ）は、オランダ・エーペ出身の元サッカー選手。現役時代のポジションはフォワード（センターフォワード）。2019年から2021年まではPECズヴォレにて監督を務めた。